# Kercseliget
Kercseliget là một thị trấn thuộc hạt Somogy, Hungary. Thị trấn này có diện tích 19,47 km², dân số năm 2010 là 381 người, mật độ 20 người/km².